# Dvor (općina)
Dvor je općina u Hrvatskoj, Sisačko-moslavačkoj županiji.

## Ime
Početkom 18. stoljeća na obali rijeke Une izgrađeno je nekoliko kuća. Bio je to začetak naselja koje se nalazilo na terasi (podovi) iznad rijeke pa stoga i dobiva naziv Podovi. Opisuje ga Ivan Drašković 1732. godine. Nakon što je 1775. godine posjetio granicu i prespavao u Podovima car Josip II. Podovi mijenjaju ime u Dvor. Ipak će se usporedo javljati oba imena još preko sto godina. U vrijeme Kraljevine Jugoslavije mjesto dobiva ime Dvor na Uni. Danas mjesto nosi naziv Dvor.

## Prijeratno stanovništvo
Prema popisu stanovništva iz 1991. godine u Dvoru je živjelo 14.555 stanovnika, od toga:

Srbi 12 591 (86,50%), 
Hrvati 1395 (9,58%),
Jugoslaveni 311 (2,13%),
ostali 258 (1,77%). Prema popisu stanovništva iz 2021. godine u Dvoru živi 2996 stanovnika, od toga: Srbi 2015 (67,26%), Hrvati 881 (29,41%).

## Općinska naselja
Brđani Šamarički,
Buinja,
Buinjski Riječani,
Čavlovica,
Ćore,
Divuša,
Donja Oraovica,
Donja Stupnica,
Donji Dobretin,
Donji Javoranj,
Donji Žirovac,
Draškovac,
Dvor,
Gage,
Glavičani,
Golubovac Divuški,
Gorička,
Gornja Oraovica,
Gornja Stupnica,
Gornji Dobretin,
Gornji Javoranj,
Gornji Žirovac,
Grabovica,
Grmušani,
Gvozdansko,
Hrtić,
Javnica,
Javornik,
Jovac,
Kepčije,
Kobiljak,
Komora,
Kosna,
Kotarani,
Kozibrod,
Kuljani,
Lotine,
Ljeskovac,
Ljubina,
Majdan,
Matijevići,
Ostojići,
Paukovac,
Pedalj,
Rogulje,
Rudeži,
Rujevac,
Sočanica,
Stanić Polje,
Struga Banska,
Šakanlije,
Šegestin,
Švrakarica,
Trgovi,
Udetin,
Unčani,
Vanići,
Volinja,
Vrpolje Bansko,
Zakopa,
Zamlača,
Zrin,
Draga,
Zut,

## Zemljopis
Općina Dvor nalazi se na južnomu dijelu Banovine (Sisačko-moslavačka županija), obuhvaća južni dio Zrinske gore i južni dio hrvatskoga Pounja, te leži na lijevoj obali rijeke Une.

## Stanovništvo
Općina Dvor je prema popisu stanovništva iz 2001. imala 5742 stanovnika, 2011. broj stanovnika pao je na 5570, a prema popisu stanovništva iz 2021. godine općina Dvor ima 2996 stanovnika.
|    | Naselje           | Popis 1991. | Popis 2001. | Popis 2011. | Popis 2021. |
| -- | ----------------- | ----------- | ----------- | ----------- | ----------- |
| 1  | Bansko Vrpolje    | 182         | 102         | 65          | 36          |
| 2  | Buinja            | 73          | 9           | 10          | 1           |
| 3  | Buinjski Riječani | 61          | 17          | 12          | 2           |
| 4  | Čavlovica         | 122         | 8           | 2           | 2           |
| 5  | Ćore              | 139         | 48          | 33          | 6           |
| 6  | Divuša            | 147         | 69          | 63          | 39          |
| 7  | Donja Oraovica    | 180         | 46          | 41          | 25          |
| 8  | Donja Stupnica    | 155         | 60          | 87          | 59          |
| 9  | Donji Dobretin    | 53          | 15          | 20          | 7           |
| 10 | Donji Javoranj    | 412         | 168         | 149         | 50          |
| 11 | Donji Žirovac     | 128         | 53          | 46          | 28          |
| 12 | Draškovac         | 146         | 18          | 22          | 14          |
| 13 | Dvor              | 2.351       | 1.313       | 1.406       | 809         |
| 14 | Gage              | 146         | 58          | 66          | 23          |
| 15 | Glavičani         | 75          | 26          | 19          | 8           |
| 16 | Golubovac Divuški | 194         | 104         | 85          | 61          |
| 17 | Gorička           | 385         | 107         | 109         | 37          |
| 18 | Gornja Oraovica   | 114         | 37          | 36          | 19          |
| 19 | Gornja Stupnica   | 134         | 55          | 61          | 27          |
| 20 | Gornji Dobretin   | 158         | 15          | 9           | 4           |
| 21 | Gornji Javoranj   | 169         | 62          | 65          | 26          |
| 22 | Gornji Žirovac    | 367         | 19          | 22          | 14          |
| 23 | Grabovica         | 63          | 43          | 32          | 10          |
| 24 | Grmušani          | 249         | 142         | 118         | 57          |
| 25 | Gvozdansko        | 181         | 69          | 42          | 23          |
| 26 | Hrtić             | 260         | 106         | 112         | 70          |
| 27 | Javnica           | 219         | 72          | 48          | 28          |
| 28 | Javornik          | 210         | 96          | 107         | 71          |
| 29 | Jovac             | 227         | 22          | 20          | 8           |
| 30 | Kepčije           | 181         | 81          | 74          | 18          |
| 31 | Kobiljak          | 151         | 6           | 0           | 0           |
| 32 | Komora            | 178         | 26          | 15          | 7           |
| 33 | Kosna             | 108         | 36          | 35          | 16          |
| 34 | Kotarani          | 209         | 9           | 3           | 0           |
| 35 | Kozibrod          | 147         | 119         | 70          | 51          |
| 36 | Kuljani           | 246         | 136         | 98          | 79          |
| 37 | Lotine            | 132         | 55          | 43          | 13          |
| 38 | Ljeskovac         | 220         | 69          | 57          | 21          |
| 39 | Ljubina           | 352         | 101         | 100         | 62          |
| 40 | Majdan            | 98          | 4           | 11          | 5           |
| 41 | Matijevići        | 844         | 421         | 645         | 352         |
| 42 | Ostojići          | 214         | 4           | 5           | 0           |
| 43 | Paukovac          | 109         | 44          | 67          | 24          |
| 44 | Pedalj            | 195         | 67          | 59          | 27          |
| 45 | Rogulje           | 135         | 29          | 29          | 16          |
| 46 | Rudeži            | 80          | 0           | 1           | 1           |
| 47 | Rujevac           | 586         | 224         | 254         | 124         |
| 48 | Sočanica          | 216         | 31          | 23          | 6           |
| 49 | Stanić Polje      | 19          | 7           | 16          | 9           |
| 50 | Struga Banska     | 254         | 161         | 115         | 67          |
| 51 | Šakanlije         | 196         | 30          | 32          | 12          |
| 52 | Šegestin          | 134         | 65          | 35          | 7           |
| 53 | Švrakarica        | 121         | 65          | 53          | 23          |
| 54 | Trgovi            | 256         | 115         | 100         | 83          |
| 55 | Udetin            | 125         | 76          | 45          | 28          |
| 56 | Unčani            | 383         | 261         | 189         | 135         |
| 57 | Vanići            | 195         | 86          | 81          | 50          |
| 58 | Volinja           | 228         | 81          | 77          | 43          |
| 59 | Zakopa            | 183         | 58          | 70          | 24          |
| 60 | Zamlača           | 232         | 184         | 144         | 75          |
| 61 | Zrin              | 64          | 12          | 18          | 8           |
| 62 | Zrinska Draga     | 99          | 44          | 35          | 21          |
| 63 | Zrinski Brđani    | 220         | 66          | 63          | 25          |
| 64 | Zut               | 145         | 10          | 1           | 0           |
|    | UKUPNO            | 14.555      | 5.742       | 5.570       | 2.996       |

| broj stanovnika | 17603 | 19447 | 19518 | 22937 | 24910 | 27065 | 25165 | 26579 | 22014 | 22808 | 21354 | 18359 | 16307 | 14555 | 5742  | 5570  | 2996  |
|                 | 1857. | 1869. | 1880. | 1890. | 1900. | 1910. | 1921. | 1931. | 1948. | 1953. | 1961. | 1971. | 1981. | 1991. | 2001. | 2011. | 2021. |

| broj stanovnika | 644   | 718   | 729   | 826   | 1048  | 1098  | 1019  | 1152  | 712   | 808   | 1088  | 1629  | 2065  | 2351  | 1313  | 1406  | 809   |
|                 | 1857. | 1869. | 1880. | 1890. | 1900. | 1910. | 1921. | 1931. | 1948. | 1953. | 1961. | 1971. | 1981. | 1991. | 2001. | 2011. | 2021. |

## Uprava
Područje općine Dvor obuhvaća sva naselja južno od Zrinske gore do granice s Bosnom i Hercegovinom.
Upravno središte je naselje Dvor.

## Povijest
Na prostoru općine Dvor nalaze se slavni povijesni gradovi-utvrde: 
- Gvozdansko
- Zrin
- Pedalj

Okolica Dvora obiluje pretpovijesnim nalazištima koja se nalaze u selima Javornik, Matijevići, Norde i Gorička. Antički ostatci pronađeni su u Hrtiću. Područje je dio Zagrebačke županije većinu srednjeg vijeka. Na ovom prostoru zna se za rudarstvo već od 1463. kada su Šubići dobili kraljevu povlasticu za vađenje srebra u Gvozdanskom i Majdanu. Ta grana obitelji se prozvala Zrinjskima radi bitne utvrde Zrin koju su dobili u zamjenu za pradjedovsku Ostrovicu i koja se nalazi na području Dvorske općine. Turski prodori rezultirali su gradnjom utvrda u 15. i prvoj polovini 16. stoljeća poput Gvozdanskog i Pedlja koji su pripadali grofovima Zrinskima. Godine 1556. dvorsko područje zauzimaju Turci i drže ga do 1718. godine. 

Tek nakon povlačenja Turaka početkom 18. stoljeća i utvrđivanja granice prema Turskoj na obali rijeke Une izgrađena je drvena zgrada za zapovjednika koja je utvrđena opkopom i palisadom. Potom je izgrađeno još nekoliko kuća. Bio je to začetak naselja koje se nalazilo na terasi (podovi) iznad rijeke pa stoga i dobiva naziv Podovi. Opisuje ga Ivan Drašković 1732. godine. Kako su Podovi dio Vojne krajine razvijaju se kao tipično naselje, što je značilo da se oko središnjeg kvadratnog parka smještaju zgrade vojne uprave. Nakon što je 1775. godine posjetio granicu i prespavao u Podovima car Josip II. Podovi mijenjaju ime u Dvor. Ipak će se usporedo javljati oba imena još preko sto godina. 

Već 1780. osnovana je škola no školska zgrada bit će sagrađena tek 1859. godine. Početkom 19. stoljeća uz park gradi se kapela Svetog Petra i Pavla, a kasnije i parohijska crkva. Dvor postaje sjedište satnije što utječe i na gradnju građanskog dijela naselja koje se smješta uz prilazne ceste. Zgrade su najvećim dijelom prizemnice te nekoliko jednokatnica.

Do kraja ovog stoljeća Dvor, razvojačenjem Vojne krajine 1881. postaje dio Zagrebačke županije. U to vrijeme upravni kotar Dvor zauzima površinu od 504,88 km2 i ima 19 518 stanovnika. Početak 20. stoljeća dočekao je Dvor nepromijenjene strukture naselja koja je karakteristično malogradska. Uz poljoprivredu i stočarstvo javlja se obrtništvo, a razvija se i društveni život osnivanjem pjevačkog i tamburaškog društva, čitaonice i športskih udruga. 

U vrijeme Kraljevine Jugoslavije mjesto dobiva ime Dvor na Uni. Dvor je i zbog svog prometnog položaja postao mjesno središte s općinom, školom, poštom, zdravstvenom ustanovom, prodavaonicama, ugostiteljskim objektima i zanatskim radionicama. Teritorijalnim ustrojem Dvor je mijenjao status tako da je 1929. bio kotar u sastavu Vrbaske banovine. Za vrijeme Drugog svjetskog rata je vraćen Hrvatskoj.
S obzirom na ime i položaj pod Zrinskom gorom gradić Dvor se nekada naziva i Dvor Zrinskih ili Zrinski Dvor.

Prvu srednju školu dobiva Dvor 1974.

## Gospodarstvo
Danas u gospodarstvu prevladavaju poljoprivreda, stočarstvo i drvna proizvodnja. Razvoj srednjeg i malog poduzetništva te osuvremenjivanje poljoprivredne proizvodnje sigurno će potaknuti demografsku obnovu. Danas su u mjestu: općina, općinski sud, dom zdravlja, veterinarska stanica, pošta, škola, knjižnica, ispostave Hrvatskih šuma i Hrvatske elektroprivrede. Razvija se rad kulturnih i športskih udruga kao i vatrogasaca. Dvor ima izvrsne uvjete za razvoj lovnog i ribolovnog turizma.

## Spomenici i znamenitosti
- Kaštel Gvozdansko
- Burg Zrin
- Burg Pedalj

## Obrazovanje
- Osnovna škola Dvor

Postoji zgrada u kojoj je nekad održavana srednjoškolska nastava, ali ona stoji prazna i neiskorištena.

## Kultura
Knjižnica i čitaonica Dvor

Knjižnica i čitaonica Dvor je narodna (pučka) knjižnica, institucija, odnosno samostalna ustanova čiji je osnivač Općina Dvor. Od ogromnog je značaja za sve stanovnike općine bez obzira na životnu dob, nacionalnu, vjersku ili političku pripadnost. Svojim službama i uslugama potiče šire opće obrazovanje, stručni i znanstveni rad, a posebno se zalaže za to da svi slojevi građana steknu naviku čitanja i korištenja raznolikih knjižničnih usluga i modernih tehnologija.
Ima lijepo uređen prostor od oko 100 m2 s čitaonicom (koja ujedno služi za mnogobrojne izložbe), dječjim odjelom te odjelom za tinejdžere i odrasle korisnike.
Dom kulture Dvor
KUD Pounjski pleter
SKD Prosvjeta
- SKD Prosvjeta

AKD Radoholičari
TD Zlatne žice

## Šport
- ŠNK Podovi Dvor, klub osnovan 2004. godine.
- NK PPG Rujevac